# Aphis glareosae
Aphis glareosae är en insektsart. Aphis glareosae ingår i släktet Aphis och familjen långrörsbladlöss. Inga underarter finns listade i Catalogue of Life.